# Bobo (grupa etniczna)
Bobo – grupa etniczna zamieszkująca zachodnie Burkina Faso, mówiąca językiem mande. Populacja liczy ponad 500 tys. osób (2011), dzieli się na dwa odłamy: Bobo Madare i Bobo Fing.